# Rockwell B-1
Die Rockwell B-1 Lancer („Lanzierer“), seit der Übernahme von Rockwell International durch Boeing auch Boeing B-1 genannt, ist ein überschallschneller strategischer Langstreckenbomber, der von der United States Air Force seit 1986 eingesetzt wird. Die Entwicklung des Flugzeugs begann bereits Mitte der 1960er-Jahre, jedoch wurde die B-1A nie in Dienst gestellt, das Projekt wurde 1977 gestoppt. Erst 1981 wurden die alten Pläne wieder aufgegriffen und zur heutigen B-1B Lancer modifiziert. Die ersten Maschinen wurden 1986 übernommen und flogen unter anderem Einsätze über Jugoslawien, Afghanistan und dem Irak. Wesentliches äußeres Merkmal des Flugzeuges sind die Schwenkflügel.

## Geschichte

### Planung

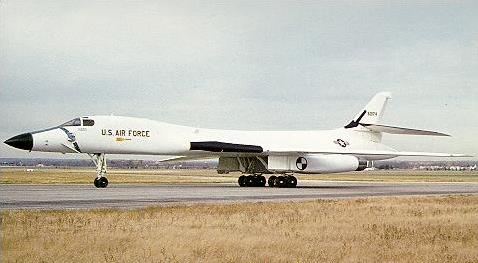
B-1A auf dem Rollfeld

Anfang der 1960er-Jahre suchte die United States Air Force nach einem Nachfolger für den Boeing-B-52-Bomber, nachdem Robert McNamara das XB-70-Programm 1961 beendet hatte. 1962 begann die Konzeption des sogenannten Supersonic Low Altitude Bomber (englisch für Überschall-Tiefflugbomber). Ein Jahr später folgte unter dem Decknamen Project Forecast eine Strategieplanung, welche die Nützlichkeit der bemannten Bomber im Vergleich zu see- und landgestützten Interkontinentalraketen einschätzen sollte. Die Nützlichkeit der Bomber bestätigte sich vor allem wegen der Möglichkeit, einen einmal gegebenen Einsatzbefehl zu widerrufen, und so wurden vier Programme zur Planung eines Bombers aufgelegt, nämlich Extended Range Strategic Aircraft (englisch für Strategisches Flugzeug mit verbesserter Reichweite), Low Altitude Manned Penetrator, Advanced Manned Penetrator und Advanced Manned Penetrating Strategic System. Daraus entwickelte sich 1965 das Advanced Manned Strategic Aircraft (AMSA) (englisch für Fortgeschrittenes bemanntes strategisches Flugzeug), an dem die Flugzeughersteller Boeing, North American Rockwell sowie General Dynamics beteiligt waren. Dieses Projekt sollte einen Bomber hervorbringen, der durch feindliche Flugabwehr hindurch den feindlichen Luftraum erreichen konnte, was vor allem durch Hochgeschwindigkeitsflüge in niedrigen Höhen erreicht werden sollte.
Die Vorstellung der Unantastbarkeit hochfliegender Bomber, die auch der XB-70 zugrunde lag, hatte sich bereits Anfang der 1960er-Jahre als überholt erwiesen. Der Abschuss von Francis Gary Powers’ Lockheed U-2 1960 über der Sowjetunion zeigte, dass Höhe allein keinen Schutz mehr vor Flugabwehrraketen darstellte. Der zukünftige bemannte Bomber musste sein Ziel vielmehr tieffliegend erreichen, um dem Radar zu entgehen. Schließlich rief die Air Force Ende 1969 die Industrie auf, konkrete Entwürfe für einen solchen Bomber vorzulegen. Im Juni 1970 wurde Rockwells Vorschlag angenommen und ein Vertrag über fünf B-1-Prototypen geschlossen, der kurze Zeit später auf vier Flugzeuge verringert wurde.

### Testflüge

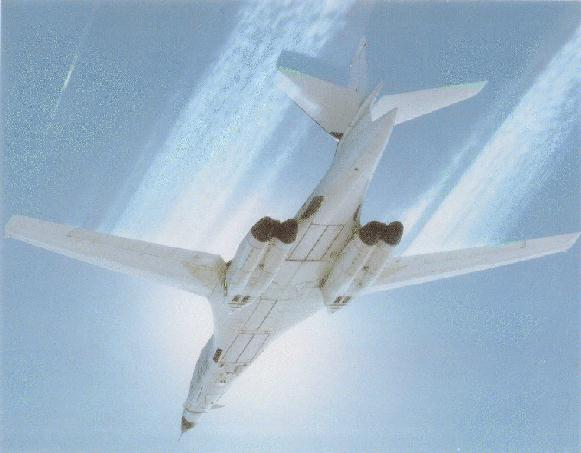
Eine der vier B-1A (74-0159) im Flug

Nach einigen durch die Air Force veranlassten Änderungen am ursprünglichen Aussehen und vor allem an der Avionik (nach Bewertung des Mock-Ups im Oktober 1971 gab es insgesamt 297 offiziell festgehaltene Änderungswünsche) begann die Produktion der ersten B-1A in Rockwells Werk in Palmdale, Kalifornien. Der Rollout der Maschine mit der Nummer 74-0158 erfolgte am 26. Oktober 1974, etwa ein Jahr nach dem geplanten Termin. Der erste Flug am 23. Dezember 1974 dauerte 78 Minuten und führte die B-1 auf die Edwards Air Force Base. In den folgenden Monaten gab es weitere Testflüge, am 10. April 1975 durchbrach das Flugzeug zum ersten Mal die Schallmauer. Die zweite Maschine (74-0159) wurde vor allem am Boden getestet, während die dritte (74-0160) ihren Jungfernflug kurz nach dem Rollout am 1. April 1976 hatte. 74-0159 hob das erste Mal am 14. Juni ab und nahm fortan an den Flugtests in Edwards teil.

### Das Aus für die B-1A
Am 1. Dezember 1976 empfahl der Defence System Acquisition Review Council (englisch für Rat zur Klärung der Beschaffung von Verteidigungstechnologie) zunächst die Anschaffung von 244 Bombern, die Kosten wurden im Haushalt 1978 festgeschrieben. Im Zuge der SALT-Rüstungsbegrenzungsgespräche reduzierte das Pentagon diese Zahl ein halbes Jahr später auf 150. Als schließlich bekannt wurde, dass der Kostenrahmen von 100 Mio. US-Dollar pro Einheit gesprengt werden würde, erklärte der damalige US-Präsident Jimmy Carter am 30. Juni 1977 das Aus für die B-1A; am 6. Juli wurden die Verträge aufgelöst. Dies wird nicht nur den hohen Kosten und den Abrüstungsgesprächen zugeschrieben, sondern auch dem Aufkommen von in der Luft gestarteten Marschflugkörpern, welche die Aufgaben der B-1 erfüllen konnten, ohne Piloten und wertvolle Maschinen dem feindlichen Feuer auszusetzen.
Nach Aussage von Ben Rich, dem damaligen Leiter der Lockheed Skunk Works, gab es noch einen weiteren gewichtigen Grund, der aufgrund von Geheimhaltung aber erst später bekannt werden sollte. 1977 war auch das Jahr, in dem die streng geheime Lockheed Have Blue zum ersten Mal flog. Es war der Durchbruch bei der Entwicklung von Tarnkappenflugzeugen (Stealth), der in den 1980er Jahren in der zunächst geheimen Indienststellung des ersten Stealth-Kampfflugzeugs F-117 resultierte. Nachdem die Carter-Regierung von Lockheed über diese Fortschritte in Kenntnis gesetzt worden war, konnte sie nicht zulassen, dass bei der Einführung eines neuen strategischen Bombers Milliarden von Dollar in veraltete Technik gesteckt wurden. Die B-1A hätte beim Eindringen in einen gut verteidigten Luftraum eine viel zu geringe Überlebenschance gehabt, während ein Stealthbomber in dieser Hinsicht nahezu unverwundbar schien. Im Jahr 1979 hatten die USA dann begonnen, jenen Stealthbomber zu entwickeln, den Advanced Technology Bomber (ATB), später bekannt als Northrop B-2.

### Fortsetzung als Forschungsprogramm
Trotz des formellen Aus für die Produktion der B-1A gingen Testflüge der Prototypen ebenso wie der bereits begonnene Bau der vierten Maschine im Rahmen eines Forschungs- und Entwicklungsprogramms weiter. Das vierte Modell (76-0174) hob schließlich am 14. Februar 1979 erstmals ab. Bereits im Oktober des vorangegangenen Jahres hatte der zweite Prototyp mit Mach 2,2 einen neuen Geschwindigkeitsrekord für die B-1 aufgestellt. Als das Forschungsprogramm im April 1981 endete, hatten die vier Flugzeuge insgesamt fast 1.900 Flugstunden in 350 Flügen absolviert.

### Die B-1B geht in Serie

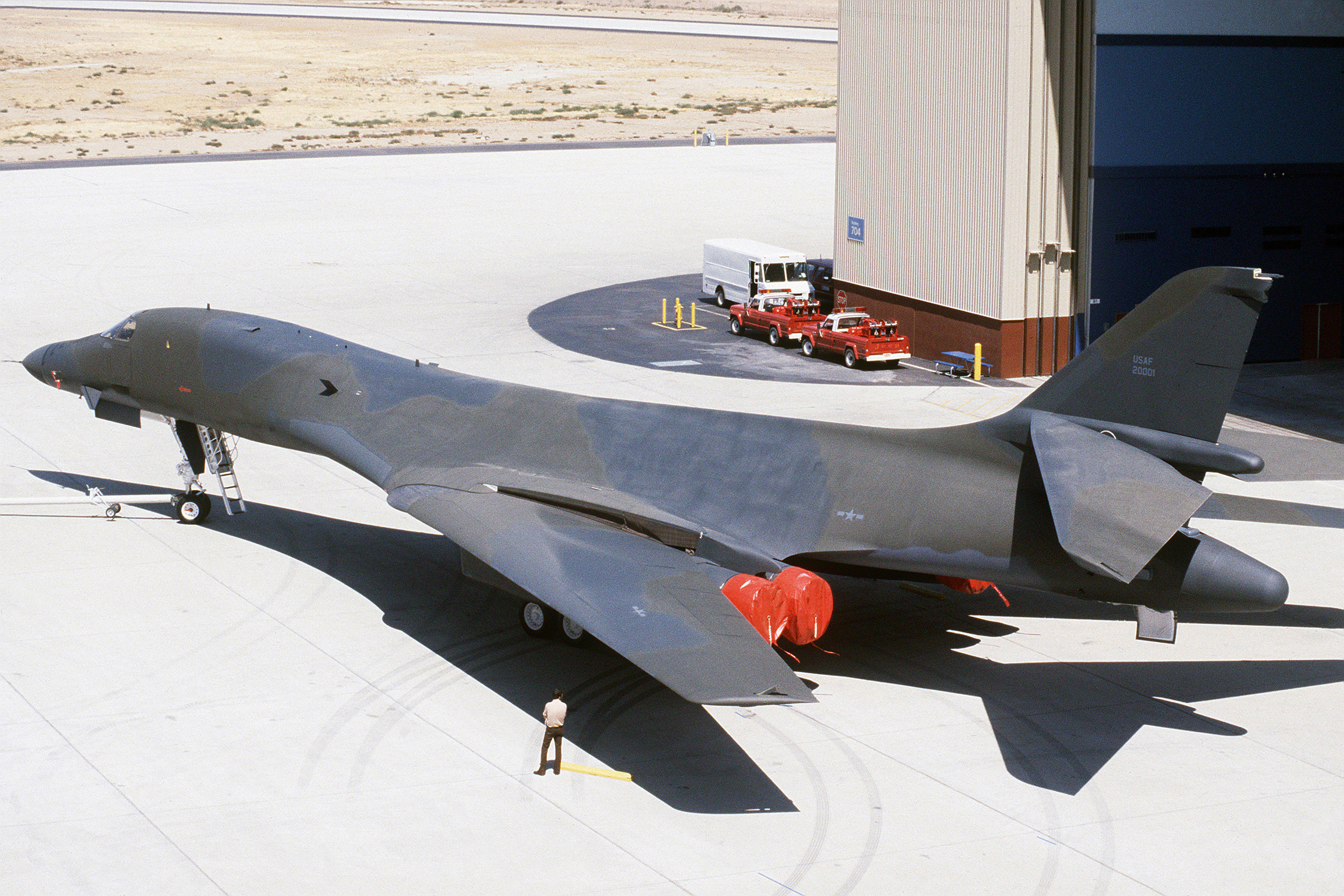
Der erste B-1B-Bomber (82-0001) am 3. September 1984 in Palmdale, Kalifornien

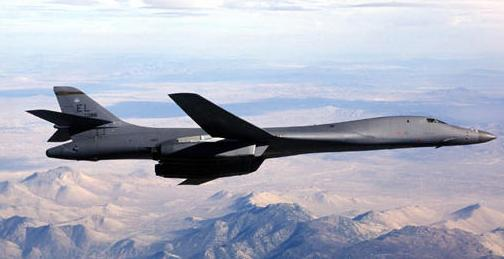
B-1B-Bomber im Flug

Ab 1980 suchte die US Air Force (USAF) erneut nach einer neuen Generation von Bombern, die die B-52 ersetzen konnten. Mehrere Alternativen wurden verworfen. Der im November 1980 gewählte US-Präsident Ronald Reagan kündigte am 2. Oktober 1981 an, die USAF werde 100 überarbeitete B-1 (B-1B) erhalten. Äußerlich der B-1A sehr ähnlich, hatte sich vor allem das Profil der B-1 geändert: Sie war vorgesehen als Tiefflugbomber; für größere Nutzlast (Waffenzuladung) und Reichweite wurde Geschwindigkeit geopfert. Außerdem wurden bei der B-1B neue Erkenntnisse der Tarnkappentechnik in den Entwurf eingearbeitet. Die ersten Einsatzmodelle sollten 1986 ausgeliefert werden. Auch die Avionik wurde verbessert. Kaum zu sehen ist die radikale Vereinfachung der Triebwerkeinläufe. Während bei der B-1A ein aufwändiges Verstellsystem verwendet wurde, um die Triebwerke in der weiten Flugenveloppe jeweils ausreichend mit Verbrennungsluft zu versorgen, wurde der gesamte Verstellmechanismus bei der B-1B entfernt und durch einen einfachen S-förmigen Einlauf ersetzt. Dieser kann aber nur bis zu einer geringen Überschallgeschwindigkeit verwendet werden. Der S-förmige Einlauf verhindert die direkte Sicht auf die vorderen Kompressorschaufeln des Triebwerks. Zusammen mit radarabsorbierenden Beschichtungen sorgt dies dafür, dass eindringende Radarstrahlen sich totlaufen und nicht reflektiert werden.
Dafür wurden die B-1A-Prototypen Nr. 2 und 4 zu B-1B-Prototypen umgebaut. 74-0159 (Prototyp 2) ging am 29. August 1984 verloren, als die Besatzung beim Schwenken der Tragflächen den Treibstoffförderrechner übersteuerte. Der Schwerpunkt lag dadurch nicht mehr im zulässigen Bereich, die Maschine wurde flugunfähig und stürzte ab. Dabei starb Rockwells Chefpilot Doug Benefield. Die Rettungskapsel mit der Besatzung wurde zwar abgesprengt, das Fallschirmsystem arbeitete aber nicht ordnungsgemäß. Auf das Programm hatte das Unglück allerdings wenig Auswirkungen, da die erste „echte“ B-1B (82-0001) bereits am 4. September 1984 ihren Rollout hatte und sechs Wochen später zum Jungfernflug abheben konnte.
Die beiden noch existierenden B-1A-Prototypen stehen heute im Strategic Air Command & Aerospace Museum in Ashland, Nebraska und im Wings Over the Rockies Air and Space Museum in Denver, Colorado.

### Bau
Am 20. Januar 1988 unterzeichnete die USAF den Vertrag zur Serienfertigung der B-1B mit dem Hersteller Rockwell International. Es wurden insgesamt 100 B-1B gebaut, der Stückpreis lag bei etwa 200 Mio. US-Dollar. Damit war das Programm mit 20 Mrd. US-Dollar Gesamtbudget das bis dahin kostenintensivste Programm der Air Force. Bemerkenswert ist dies vor allem, da die Produktion des Northrop B-2 bereits beschlossen war und die B-1B nur als Zwischenlösung dienen sollte. Gebaut wurde die B-1 in Palmdale, wobei etwa 60 % der Arbeit auf Rockwell entfielen, während den Rest Zulieferer leisteten. Dies führte zu dem Vorwurf, der Entwurf habe nur deshalb den US-Kongress passieren können, weil sich viele Abgeordnete Zuliefererverträge für Unternehmen in ihren Wahlbezirken versprachen.

### Gegenwart und Zukunft

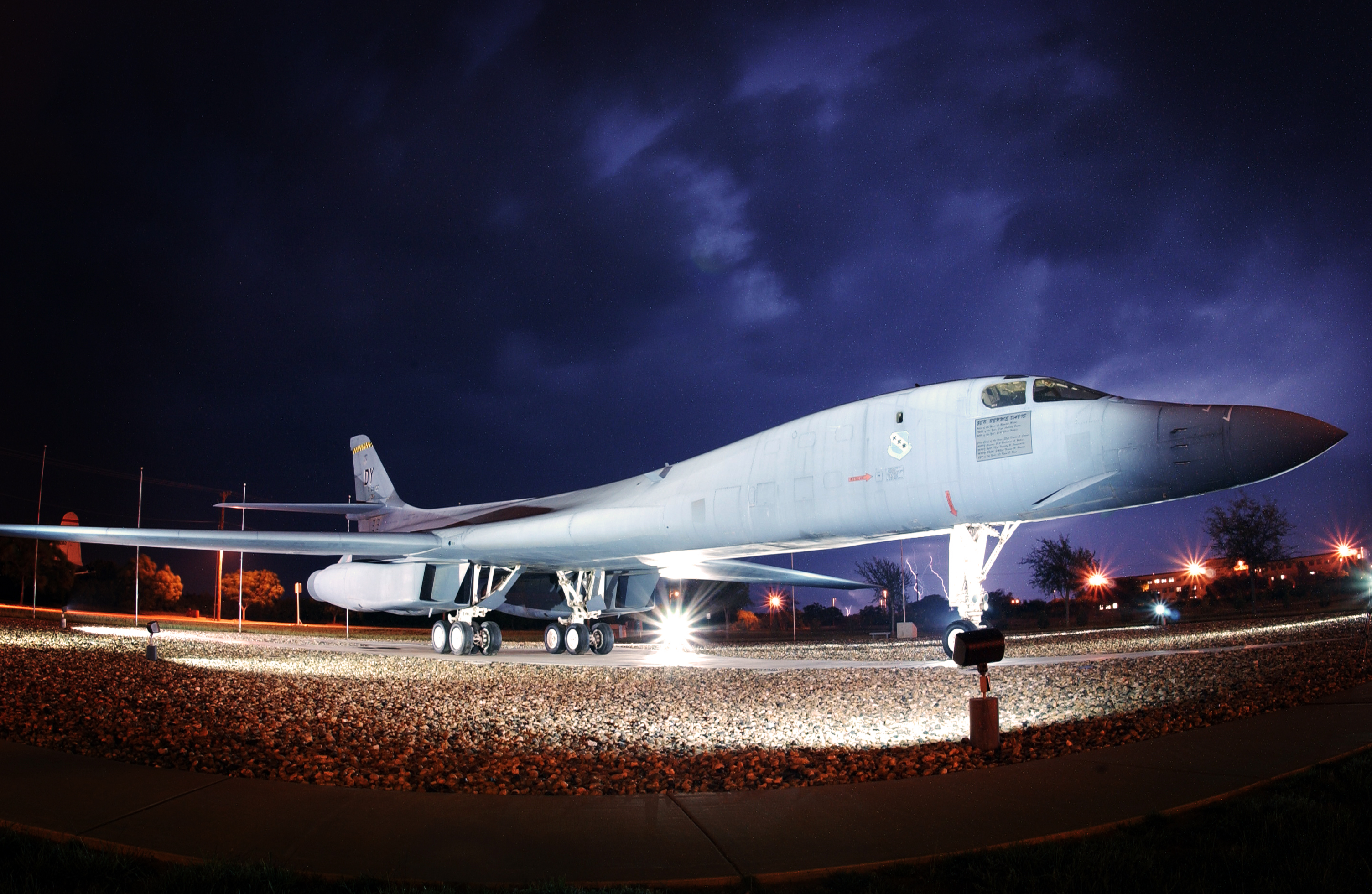
Die Star of Abilene, die erste gebaute B-1B, steht als Ausstellungsstück auf der Dyess AFB.

Ab 1995 wurden zwölf B-1B aus dem Dienst der Air Force zurückgezogen und den Air National Guards von Georgia und Kansas zugeteilt. 2002 wurden diese Verbände aufgelöst und die Bomber wieder unter Befehl der Air Force gestellt.
Mit noch 93 aktiven Einheiten (die restlichen Bomber gingen bei Unfällen verloren) zur Jahrtausendwende wurden der Air Force die Kosten für die Unterhaltung der Flotte zu hoch. Ab 2002 wurden daher insgesamt 24 Einheiten im Aerospace Maintenance and Regeneration Center eingelagert, um die gesparten Gelder für Modernisierungsprojekte verwenden zu können. Zehn der Flugzeuge wurden konserviert, die restlichen 14 wurden als Ersatzteilspender zum Ausschlachten freigegeben. Acht Einheiten wurden zusätzlich zur Ausstellung in Museen außer Dienst gestellt. Als die restlichen 60 Bomber über Afghanistan und dem Irak gute Leistungen zeigten, wurde entschieden, sieben der inaktiven Flugzeuge wieder der aktiven Flotte zuzuordnen.
Im September 2016 waren noch 62 Maschinen im aktiven Dienst. Im Mai 2006 wurde eine B-1B erstmals auf der Internationalen Luft- und Raumfahrtausstellung (ILA) in Berlin ausgestellt.
Weil ein Konzept für einen neuen strategischen Bomber (B-3) bisher nur im Anfangsstadium existiert, wird die Flotte der B-1-Bomber noch bis weit ins 21. Jahrhundert hinein im Arsenal verbleiben und zusammen mit den noch aktiven B-52H und der geringen Stückzahl an gebauten B-2A Spirit die gesamte Langstreckenbomberflotte bilden. So plante die Air Force, die Anzahl an aktiven B-1 bis 2037 auf über 60 Einheiten zu halten. Hochrechnungen aus dem Jahr 1999 zeigten, dass das Lebensdauerende der am schnellsten verschleißenden Teile, deren Ersatz unwirtschaftlich ist, bei der gegenwärtigen geringen Auslastung im Jahr 2038 erreicht sein wird. Im Sommer 2023 waren noch 44 Stück im Einsatz.
Im Oktober 2015 erhielt Northrop Grumman den Auftrag zur Entwicklung eines neuen Langstreckenbombers B-21 Raider (LRS-B), der ab 2025 sowohl die B-1B als auch die B-2 ersetzen soll. Hierbei wurde zugunsten besserer Tarnkappeneigenschaften die Fähigkeit zum Überschallflug aufgegeben.

## Besatzung

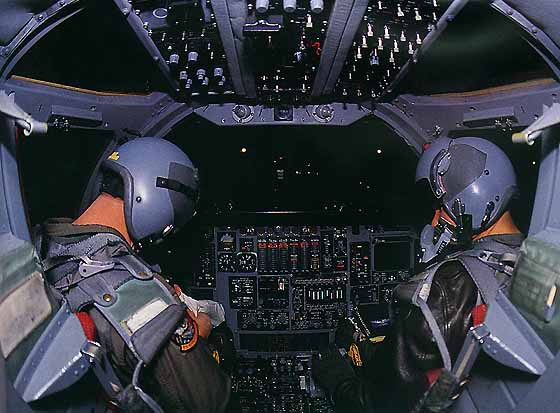
Cockpit der B-1B

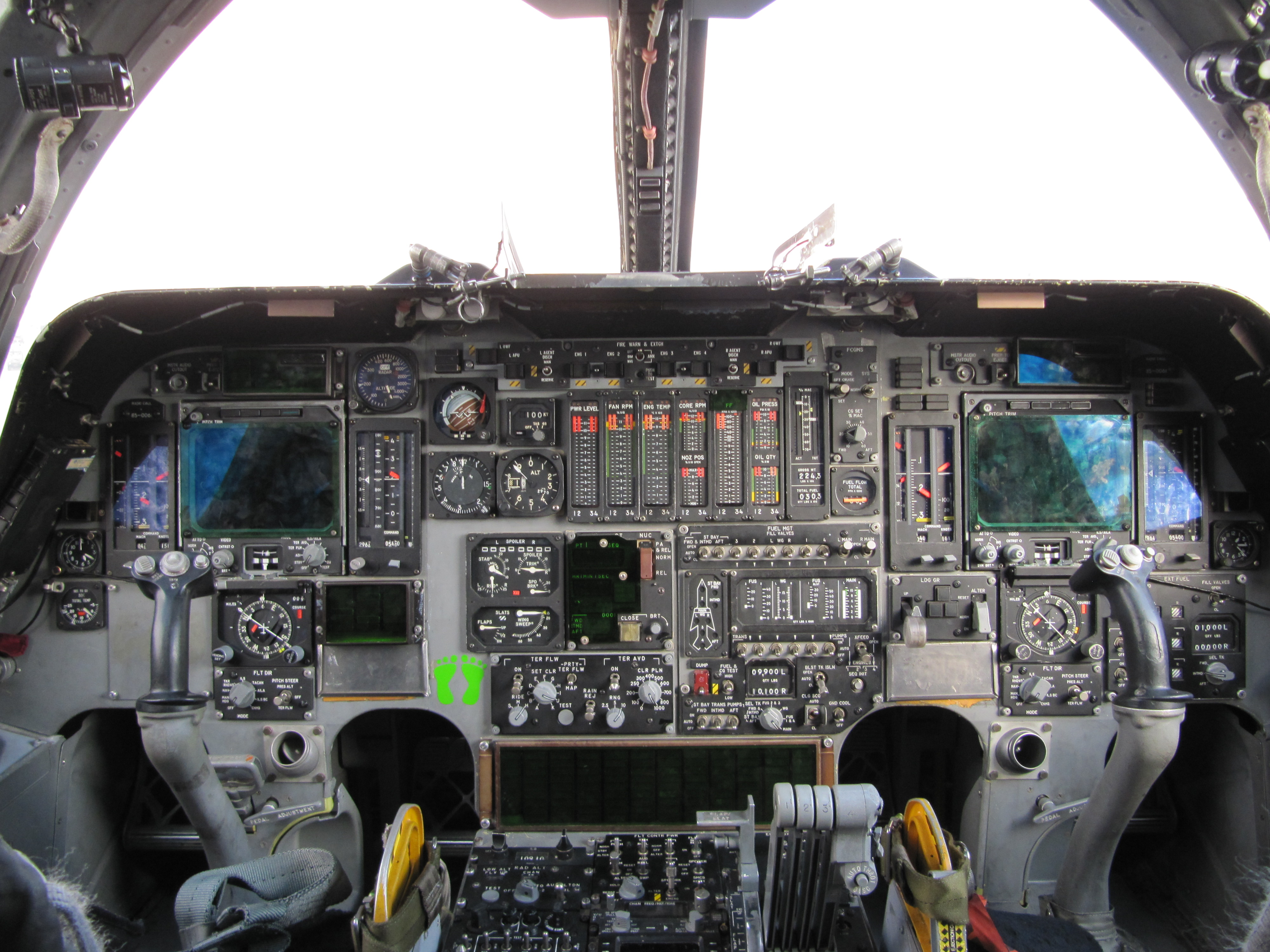
Armaturenbrett der B-1 (2009)

Die B-1B wird von vier Besatzungsmitgliedern geflogen, die auf Schleudersitzen des Typs ACES II sitzen. Über den Sitzen wird dazu beim Ausstieg eine Luke aufgesprengt. In der B-1A bestand das Rettungssystem noch aus einer absprengbaren Kapsel, die das gesamte Cockpit vom Rumpf abtrennte und an Fallschirmen zu Boden gehen ließ. Dieses System wurde aufgegeben, da sich einzelne Schleudersitze als zuverlässiger erwiesen und sowohl günstiger als auch leichter waren. Der Einstieg in den Bomber erfolgt über eine Leiter, die sich direkt hinter dem Bugfahrgestell befindet.
Im Cockpit sitzen der auch als Kommandant fungierende Pilot sowie sein Copilot nebeneinander. Der Defensive System Officer (DSO) und der Offensive System Officer (OSO) sitzen hinten in einer separaten Kabine. Der OSO sitzt rechts und ist verantwortlich für die Radaranlage, die Navigation und den Bombenabwurf. Der DSO auf der linken Seite steuert die Störanlagen und ist für den Einsatz der Radar- und Infrarot-Täuschkörper (engl.: Chaffs, Flares) verantwortlich. Das Cockpit und die Kabine für die System Officers sind durch einen Gang getrennt; zwischen den beiden Kabinen befindet sich eine Chemietoilette.
Die Besatzungen nennen die Bomber eher selten mit dem offiziellen Beinamen Lancer (englisch für ‚Lanzenreiter‘), verbreiteter ist Bone (‚Knochen‘) infolge eines früheren Druckfehlers mit fehlendem Bindestrich (B1, BONE).

## Einheiten
Derzeit (Stand Februar 2012) setzen zwei Geschwader der US Air Force mit je zwei Staffeln sowie zwei einzelne Staffeln die B-1 ein. Standorte sind die Dyess Air Force Base in Abilene (Tailcode DY), Texas sowie die Ellsworth Air Force Base in Rapid City in South Dakota (Tailcode EL):
Dyess Air Force Base
- 7th Bomb Wing:
  - 09th Bomb Squadron
  - 28th Bomb Squadron
- 77th Weapons Squadron
- 337th Test and Evaluation Squadron

Ellsworth Air Force Base
- 28th Bomb Wing
  - 34th Bomb Squadron
  - 37th Bomb Squadron

Die vier Staffeln der Bombergeschwader sind dabei Einsatzstaffeln, die in Krisengebiete verlegt werden können, die 337th Test and Evaluation Squadron führt die Ausbildung der Besatzungen durch. Alle Staffeln sind seit Oktober 2015 dem Air Force Global Strike Command (AFGSC) unterstellt.

9th Bomb Squadron
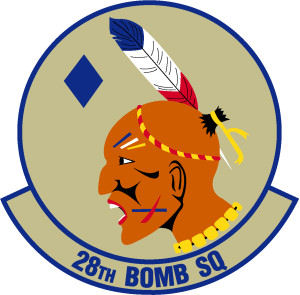
28th Bomb Squadron
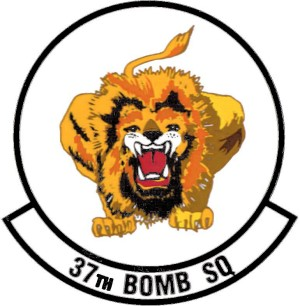
37th Bomb Squadron
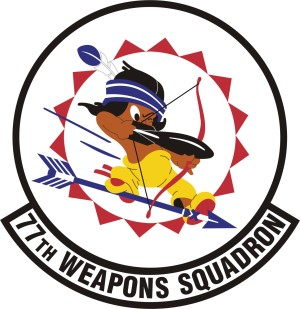
77th Weapons Squadron
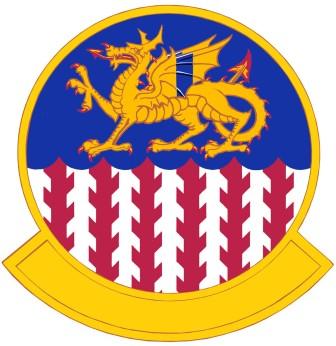
337th Test&Evaluation Squadron

## Technik

### Rumpf

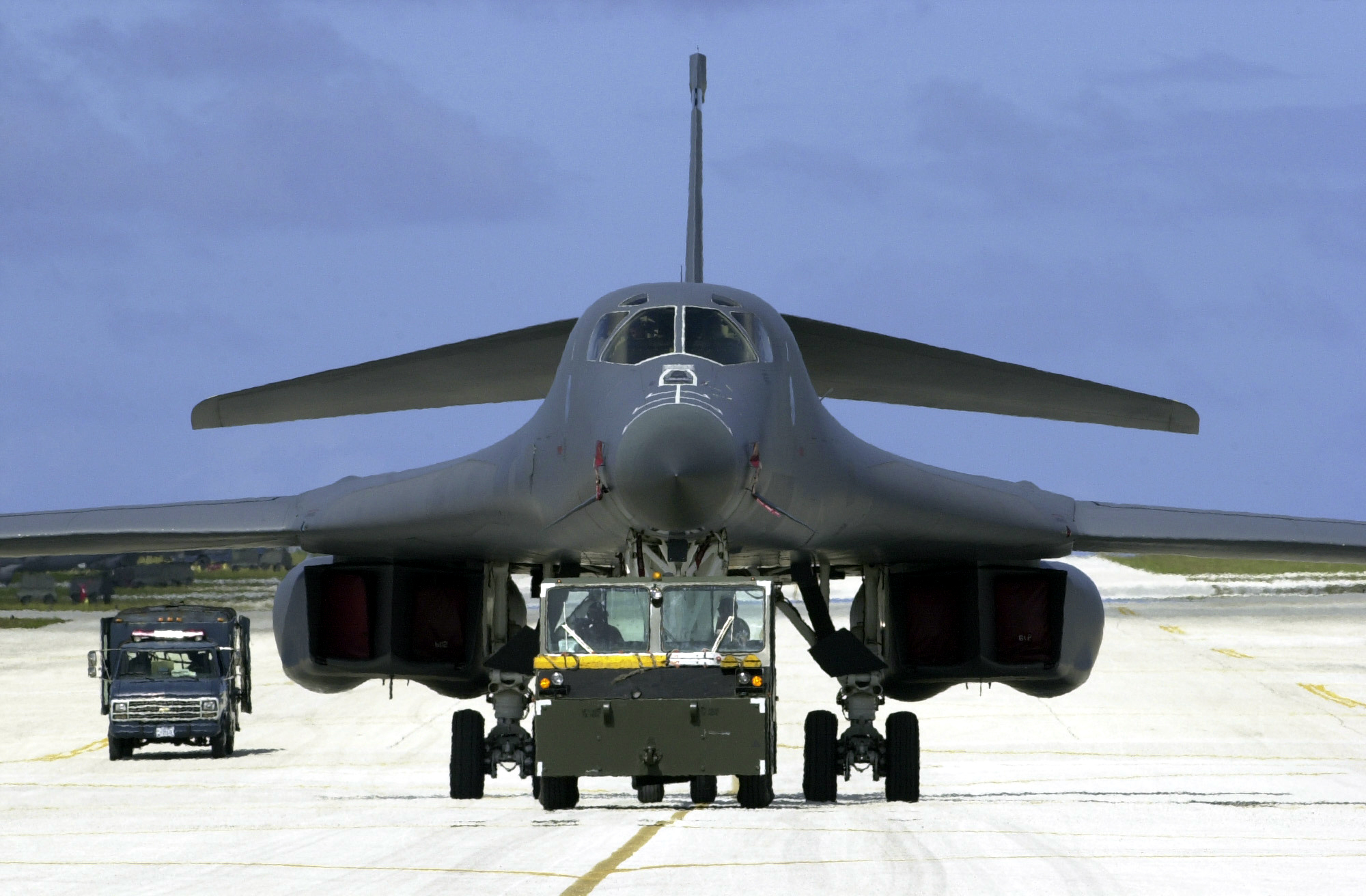
Eine B-1B am Boden, gut zu sehen: die angehängten Triebwerksgondeln und das hohe Leitwerk

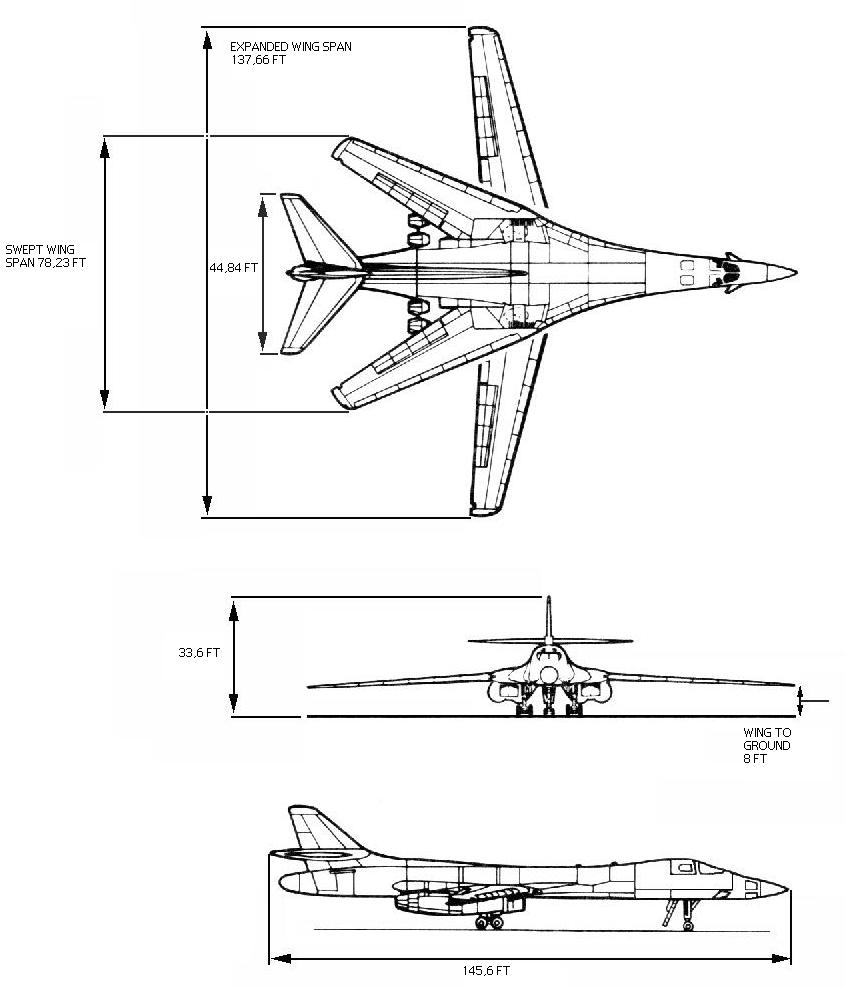
Abmessungen der B-1 (in Fuß)

Der Rumpf der B-1B hat eine Länge von 44,81 Metern und besteht hauptsächlich aus Aluminium- und Titan-Legierungen sowie Glasfaser-Verbundmaterialien. An Rumpfklappen, den Flügelwurzelverkleidungen sowie den Triebwerkseinlässen wurde radarabsorbierendes Material verwendet, das einfallende Radarstrahlen nicht zurückwirft, sondern absorbiert.
Vor dem Cockpit sind am Rumpfbug die kleinen Canard-ähnlichen Hilfssteuerflächen des automatischen Böen-Unterdrückungssystems angebracht, die im Tiefflug Windböen ausgleichen und so für einen ruhigeren Flug sorgen, der auch zu einer geringeren Strukturbelastung führt. An den schwenkbaren Tragflächen gibt es siebenteilige Vorflügel und sechsteilige Auftriebsklappen, die auch als Querruder angesteuert werden. Die Flügelfläche beträgt 181,2 m².
Die Schwenkflügel haben bei maximaler Pfeilung von 67,5° eine Spannweite von 23,84 Metern. Diese Pfeilung wird bei Hochgeschwindigkeitsflügen und im Tiefflug verwendet, um den Luftwiderstand und die Böenlast zu verringern. Die minimale Pfeilung von 15° entspricht einer Spannweite von 41,67 Metern und wird bei Start und Landung sowie im Sparflug verwendet. Die Landeklappen können nur bei Pfeilung unter 20° eingesetzt werden. Weitere mögliche Winkel sind 25°, 45° und 55°. Ein Wechsel der Pfeilung verändert die Position des Auftriebspunktes; um diesen nicht zu weit vom Schwerpunkt des Flugzeuges zu entfernen, wird durch Umpumpen von Treibstoff in andere Tanks die Trimmung automatisch nachgeführt.
Das Seitenleitwerk ist 10,36 Meter hoch, das als Pendelruder ausgelegte Höhenleitwerk hat eine Breite von etwa 13 Metern. Die Höhen- sowie Seitenruder sind dabei über dem eigentlichen Rumpf angebracht.
Das Fahrwerk besteht aus einem Doppelrad am Bug und zwei Fahrwerksstützen mit je vier Rädern hinten. Das Bugfahrwerk wird in voller Länge nach vorn eingefahren. Das Hauptfahrwerk wird nach hinten und zur Mitte hin in zwei Buchten zwischen den Triebwerksgondeln eingefahren.

### Antrieb

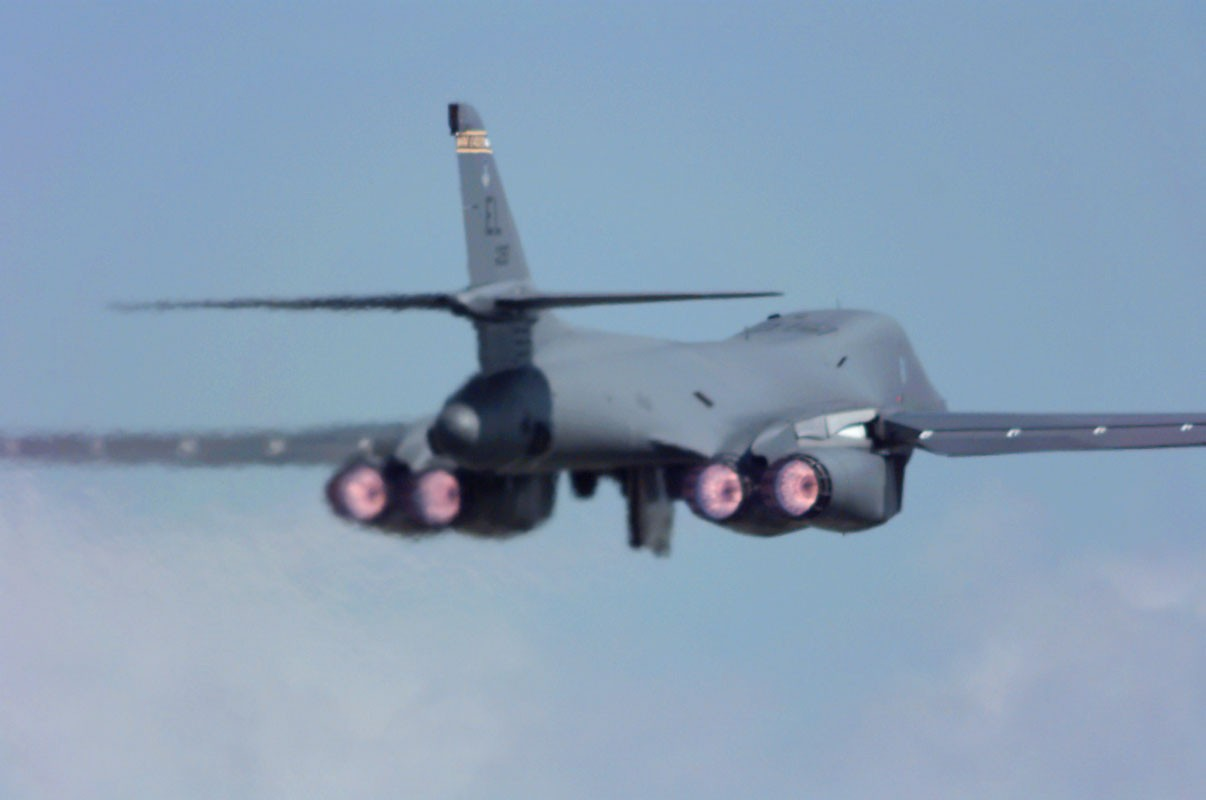
Triebwerke mit Nachbrenner einer startenden B-1B

Die vier Mantelstromtriebwerke vom Typ General Electric F101-GE-102 sind in zwei Gondeln außen am Flugwerk angebracht. Sie liefern je 64,94 Kilonewton Schub „trocken“ und 136,92 kN mit Nachbrenner. Beim Einsatz des Nachbrenners erreicht die B-1B Geschwindigkeiten von Mach 1,2 (1.328 km/h) in großen Höhen oder Mach 0,95 (1.120 km/h) im Tiefflug. Das maximale Startgewicht liegt bei 216 t. Um die Radarsignatur des Bombers zu verkleinern, sind die Lufteinlässe der Triebwerke so konstruiert, dass feindliches Radar nicht direkt die Verdichterschaufeln des Triebwerks erreichen kann, was das Echo deutlich reduziert und eine Identifizierung erschwert.
Die Triebwerke erzeugen über drei Generatoren mit einer Leistung von je 115 kVA elektrischen Strom für den Betrieb der elektrischen Geräte an Bord. Über zwei an Bord befindliche Hilfstriebwerke („Auxiliary Power Units“) kann eine B-1 auch von vorgeschobenen Basen ohne Infrastruktur eingesetzt werden. Diese können im Falle eines Alarmstarts über einen Schalter am Bugfahrwerk angelassen werden, damit sie bereits im Betrieb sind, wenn die Besatzung ihre Plätze einnimmt.
In den Innentanks können ungefähr 166.000 Liter Treibstoff mitgeführt werden, wodurch eine Reichweite von etwa 12.000 km ermöglicht wird. Außerdem kann jeder der drei Waffenschächte einen zusätzlichen Tank mit einer Kapazität von 11.500 Litern aufnehmen. Extern können weitere sechs Tanks mit einer Kapazität von je 3.500 Litern angebracht werden. Somit kann die B-1B maximal 221.500 Liter Treibstoff mitführen. Darüber hinaus kann die B-1 auch in der Luft betankt werden. Der dafür benötigte Einfüllstutzen befindet sich auf der Nase vor den Cockpitfenstern.

### Avionik

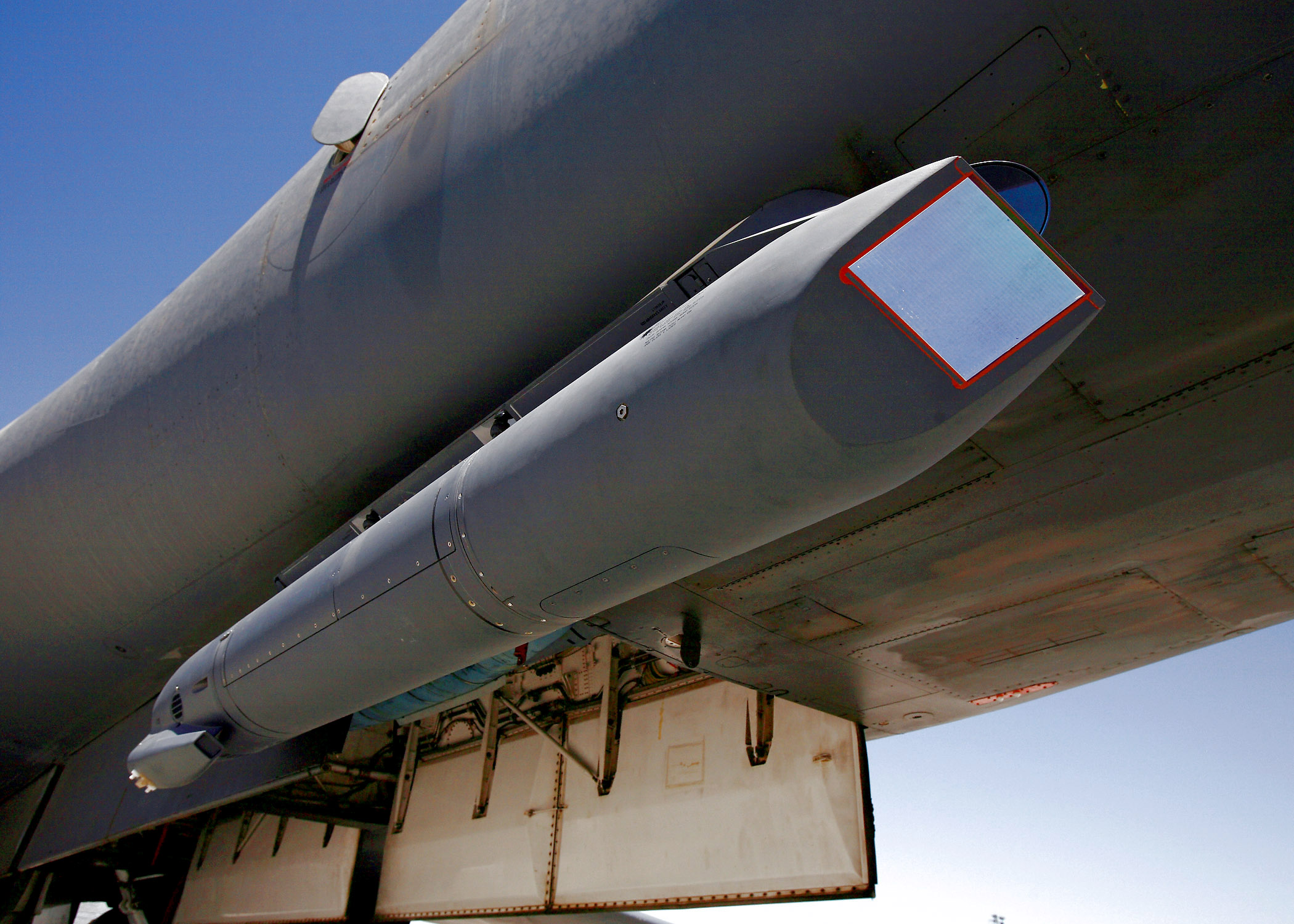
Ein Sniper-ATP unter dem Rumpf einer B-1B

Das AN/APQ-164-Radargerät (Hersteller: Westinghouse Electric) befindet sich in der Nase des B1-Bombers. Es ist ein Radarsystem mit passiver elektronischer Strahlschwenkung, was aufgrund verringerter ungewollter Abstrahlung von Radarleistung die Aufspürbarkeit gegenüber normalen Radargeräten erheblich reduziert. Das Radar ist für Zielsuche, Zielverfolgung, Waffensteuerung sowie Geländeverfolgung geeignet und kann auch als abbildendes Synthetic Aperture Radar verwendet werden. Die Navigation erfolgt über ein Trägheitsnavigationssystem, bei neueren Versionen auch über das Global Positioning System.
Die defensive Avionik an Bord besteht aus dem AN/ALQ-161 der Eaton Corporation. Das System umfasst Radarerfasser und -störer, mit dem der DSO Radarstrahlen feindlicher Flugzeuge und Bodenstationen aufspüren und daraufhin – speziell auf das Radargerät abgestimmt – stören kann. Die Sensoren hierfür sind im Heck und in den Flügelwurzeln angebracht, damit eine 360°-Abdeckung gewährleistet ist. Gegen anfliegende Raketen kann ein Störkörper hinter dem Flugzeug hergeschleppt werden, der für die angreifende Rakete ein Ziel bietet und so die Rakete vom Bomber ablenkt (AN/ALE-50). Das gesamte ALQ-161-System wiegt (ohne Bedienelemente) etwa 2.500 kg und beansprucht im Betrieb eine elektrische Leistung von 120 kW.
2009 begann die Nachrüstung des „Fully Integrated Data Link“-Kommunikationssystem, das den Link-16-Standard um ein Protokoll zur Satellitenkommunikation erweitert. Derzeit wird auch das Sniper-ATP in die B-1B-Flotte integriert. Es handelt sich hierbei um einen externen Behälter, der Bodenziele mit einem FLIR- oder Bildsensor erfassen, identifizieren und verfolgen kann, um so Zieldaten für präzisionsgelenkte Bomben zu ermitteln.

### Bewaffnung

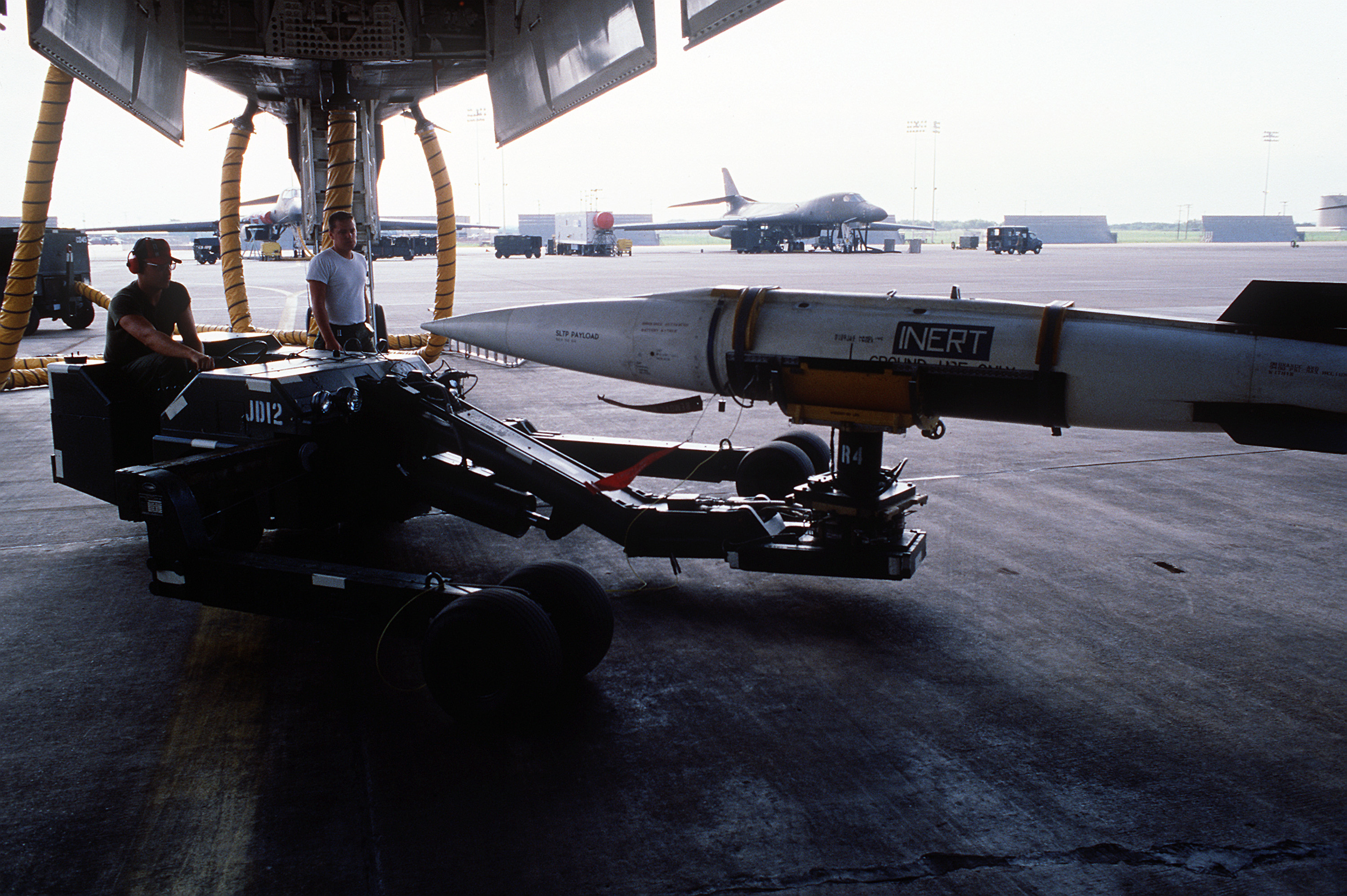
Verladung einer AGM-69

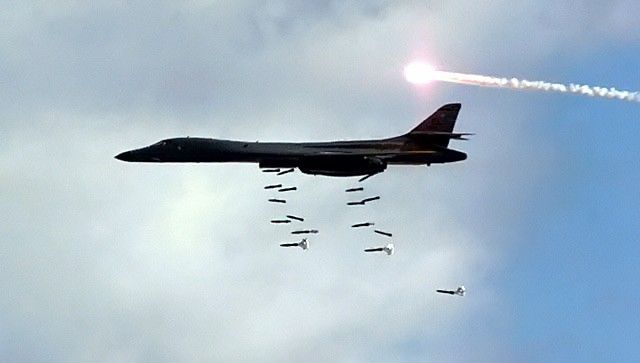
B-1B beim Bombenabwurf, gleichzeitig Ausstoß eines MJU-23-Täuschkörpers

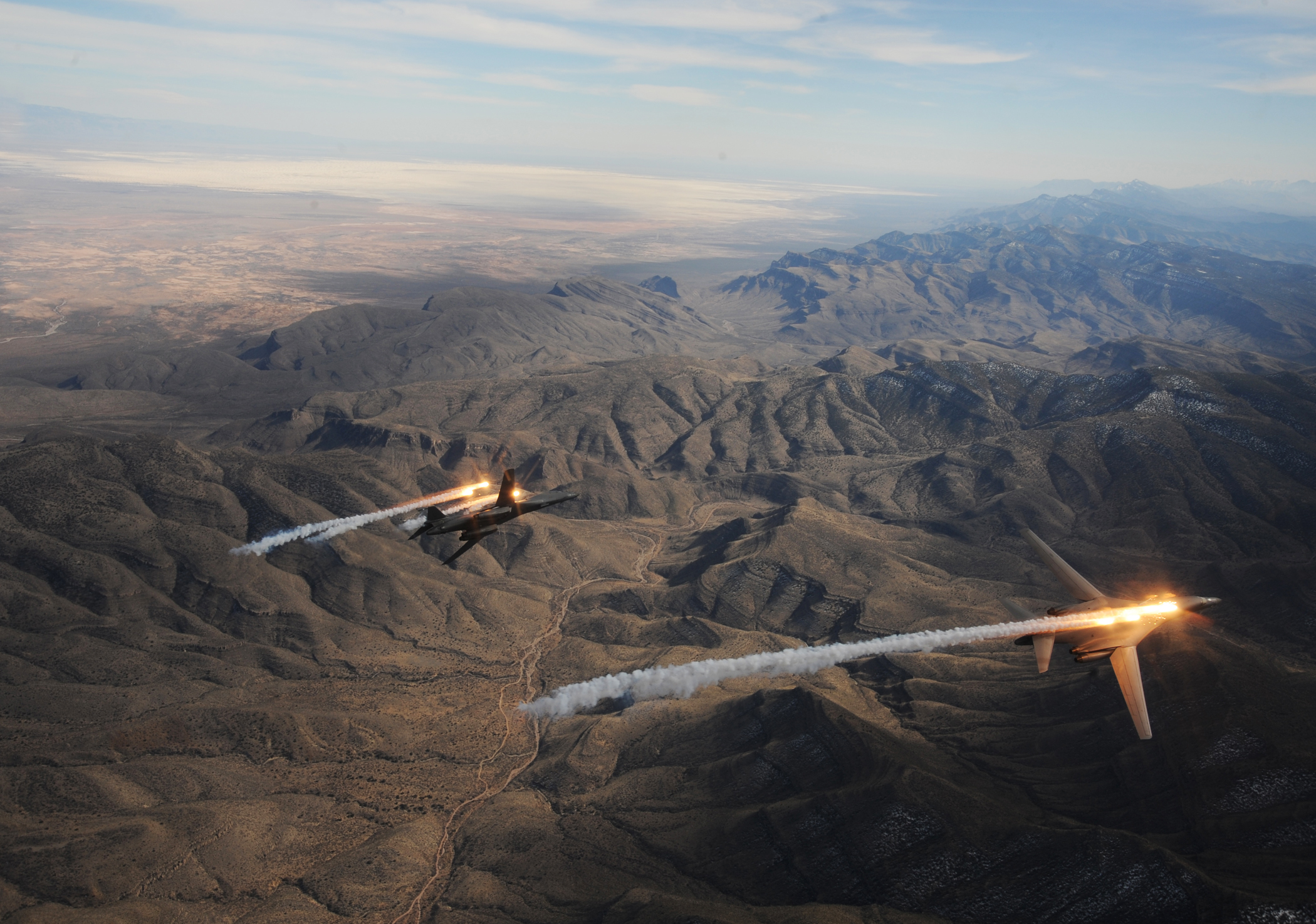
B-1-Bomber beim Einsatz von Täuschkörpern während einer Trainingsmission

Die B-1 verfügt über drei Waffenschächte mit einer Länge von jeweils 4,57 m. Als Primärbewaffnung waren ursprünglich Marschflugkörper vom Typ AGM-86 ALCM, AGM-69 SRAM-Kurzstreckenraketen sowie nukleare Freifallbomben vorgesehen. Um auch die großen AGM-86-Marschflugkörper unterbringen zu können, waren die beiden vorderen Waffenschächte durch ein bewegliches Schott getrennt. Zusätzlich können am Rumpf acht Außenlaststationen montiert werden. Mit diesen kann die B-1 128 500-Pfund-Bomben vom Typ Mk. 82 transportieren.
Die maximale Waffenzuladung der B-1B ist mit 34.019 kg (75.000 Pfund) sogar höher als die der B-52 (etwa 31.751 kg, bzw. 70.000 Pfund). Die B-1B führt die Bewaffnung in drei internen Waffenschächten mit, in denen sie sowohl freifallende Bomben als auch präzisionsgelenkte Munition in Revolvermagazinen transportieren kann. Jedes der Magazine hat eine Kapazität von 28 500-Pfund-Bomben des Typs Mk. 82 oder 30 Streubomben oder 12 Mk.-65-Seeminen. Als Präzisionsmunition lassen sich (seit einer Modernisierung ab dem Jahr 1998) 30 Streubomben mit Windeinflusskorrektur (WCMD: Wind Corrected Munitions Dispenser) oder 24 mittels Joint Direct Attack Munition (JDAM) aufgerüstete Bomben mitführen, alternativ 24 GBU-27-Paveway- oder 12 AGM-154-Joint-Standoff-Weapon-(JSOW)-Gleitbomben. Darüber hinaus können bis zu 24 Marschflugkörper vom Typ AGM-158 JASSM mitgeführt werden.
Die Verwendung der acht externen Außenlaststationen wurde bis 2002 durch den Abrüstungsvertrag START ebenso untersagt wie das theoretisch mögliche Mitführen von nuklearen Bomben und Raketen, wie der AGM-69 SRAM, in den Waffenschächten. Seit der Kündigung von START arbeitete die Air Force daran, das extern montierte Sniper Advanced Targeting Pod-System, das der Besatzung verbesserte Zieldaten liefert, außer an der F-15, F-16 und der A-10 auch an der B-1 nutzen zu können, es ist seit Sommer 2008 einsatzbereit und kam erstmals im August jenes Jahres in Afghanistan zum Einsatz. An den Außenlastträgern angebrachte Waffen vergrößern den Radarquerschnitt und damit die Sichtbarkeit des Bombers für feindliches Radar. Dies macht die konstruktiven Maßnahmen, die zur Verringerung der Radarsichtbarkeit ergriffen wurden, weitgehend wirkungslos und stellt daher eine operative Einschränkung dar.

### Selbstschutzsysteme
Da man sich nicht allein auf die Tarneigenschaften der B-1B verlassen wollte, ist diese mit zusätzlichen aktiven Störsystemen ausgestattet. Hierzu wurde mit dem AN/ALQ-161 ein eigens auf die Maschine abgestimmtes System entwickelt. Mit einem Gewicht von 2,5 Tonnen und über 120 Modulen zählt es zu den leistungsfähigsten Selbstschutzsystemen seiner Art und ist darauf ausgelegt, auch stärkste Radarsysteme zu stören, wobei dies durch den geringen Radarquerschnitt der Maschine noch zusätzlich erleichtert wird. Einzelne Komponenten des Systems werden regelmäßig modernisiert, eine Komplett-Erneuerung wurde allerdings aus Budgetgründen nicht umgesetzt.
Darüber hinaus verfügt die B-1B über acht AN/ALE-49-Dispenser für je zwölf MJU-23-A/B-Infrarottäuschkörper. Der MJU-23-A/B-Täuschkörper zählt mit einer Bruttomasse von 1,770 kg zu den weltweit größten pyrotechnischen Scheinzielen. Die zylindrische Wirkladung aus Magnesium/Teflon/Viton allein wiegt etwa 1,474 kg. Im Gegensatz zu anderen westlichen Plattformen sind die Dispenser an der Oberseite des Bombers hinter der Kanzel angebracht und gestatten damit den Verschuss nach oben. Eine ähnliche Anbringung der Täuschkörper-Dispenser ist von Flugzeugen des ehemaligen Warschauer Pakts wie beispielsweise der MiG-29 oder Su-27 bekannt.
Am Heck ist außerdem ein Doppler-Radar vom Typ AN/ALQ-153 installiert, welches die Besatzung vor von hinten anfliegenden Lenkwaffen und Flugzeugen warnt, auch wenn diese keine Radaremissionen aussenden.
Ebenfalls am Heck ist ein AN/ALE-50-System nachgerüstet worden. Bei Gefahr durch radargelenkte Waffen wird an einem mehrere hundert Meter langen Kabel ein aktiver Täuschkörper ausgestoßen, der dann hinter der Maschine hergeschleppt wird. Dieser vergrößert aktiv seine eigene Radarsignatur, so dass er als Köder ein größeres und attraktiveres Ziel darstellt als die B-1B selbst, womit anfliegende Lenkwaffen effektiv abgelenkt werden.
Zum Passivschutz wurden vier Radarwarnsensoren vom Typ AN/ALR-56M eingebaut.

## Rekorde

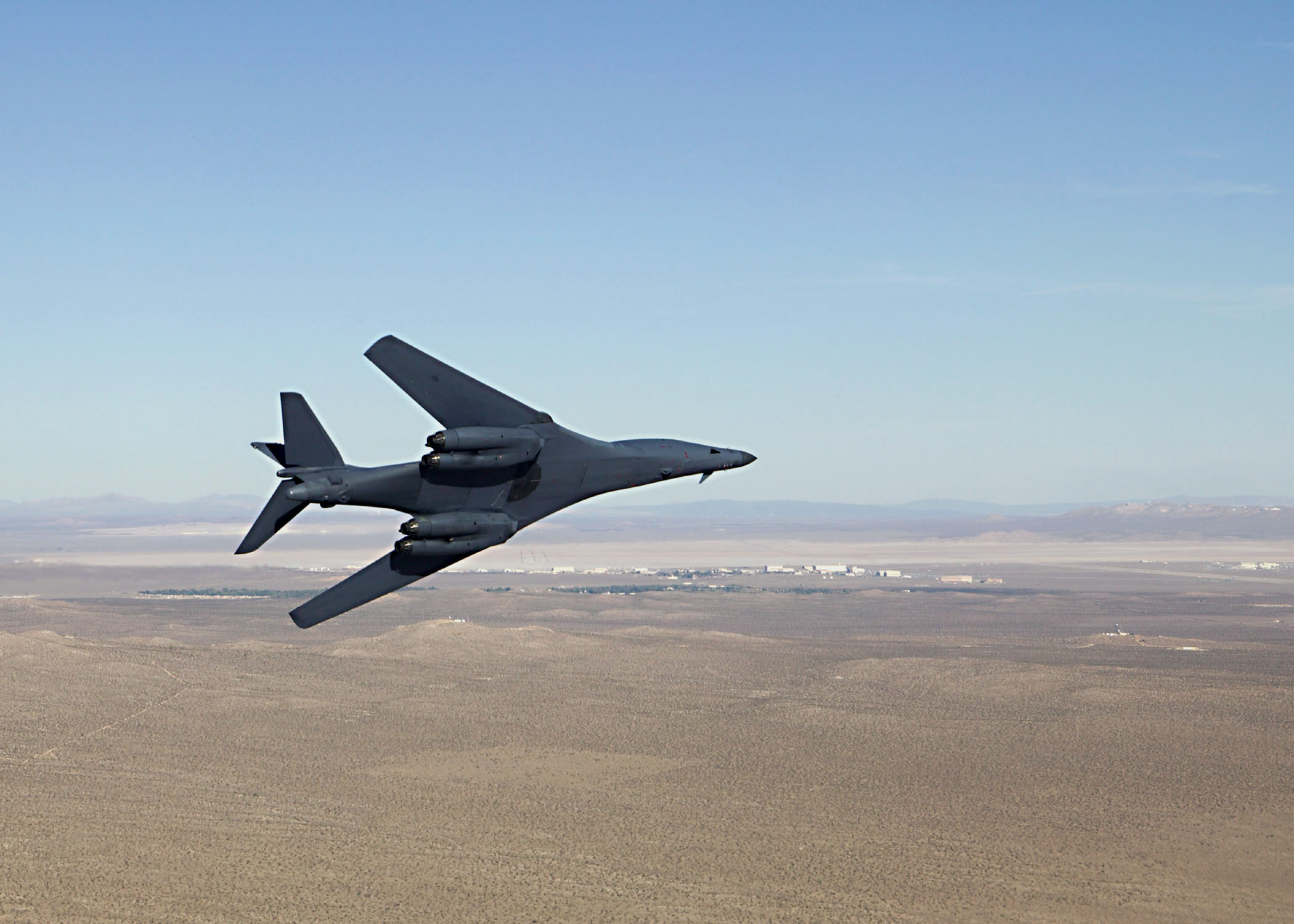
B1-B 2003 auf der Edwards AFB Open House and Air Show

Die B-1 stellte etliche offizielle und inoffizielle Weltrekorde auf; außerdem konnte sie mehrere Auszeichnungen erringen. Dies begann bereits 1976, als die National Aeronautic Association – die amerikanische Zweigstelle der Fédération Aéronautique Internationale – dem Projektteam der B-1A die Robert J. Collier Trophy verlieh, die jährlich für die größten Erfolge um die amerikanische Luftfahrtgemeinde vergeben wird. Nach der Indienststellung der B-1B stellte diese 1987 mehrere Weltrekorde für Geschwindigkeit, Distanz und Nutzlast auf. Am 4. Juli fand dabei Freedom Flight I statt, bei dem eine B-1B vor der Pazifikküste Kaliforniens 2000 Kilometer mit 30 t Zuladung in einer Durchschnittsgeschwindigkeit von Mach 0,9 zurücklegte und damit vier bestehende Rekorde (über 1000 und 2000 km) brach sowie 14 neue aufstellte. Am 17. September brach 86-0110 während des Freedom Flight II über die Strecke von 5000 Kilometern mit 30 t Zuladung weitere neun Rekorde und stellte ebenfalls neun neue auf. Für diese Flüge erhielt die B-1B-Flotte die Mackay Trophy, die jährlich an den „anerkennenswertesten Flug des Jahres“ verliehen wird.
Am 27. und am 28. Februar sowie am 18. März 1992 stellten insgesamt drei B-1B neue Rekorde für Steigleistung auf. Dabei stiegen die Maschinen mit 10 t Nutzlast auf 3000 Meter Höhe in 1:13 Minuten (gemessen vom Zeitpunkt des Lösens der Bremsen am Boden), auf 12.000 m in 5:02 Minuten. Mit 30 t Nutzlast benötigte eine B-1B für diese Höhe 9:42 Minuten.
Am 2. Juni 1995 starteten zwei B-1B mit einer Nutzlast von 15 t auf der Dyess AFB in Texas und flogen ostwärts über den Atlantik. Auf dem Flug über Italien bombardierten die Flugzeuge Übungsziele auf der Pachino Range in Italien und setzten ihren Flug über den Indischen Ozean in Richtung Japan fort, wo sie nahe der Kadena Air Base auf Okinawa wiederum Ziele bombardierten. Von dort flogen die B-1 weiter ostwärts nach Texas, wobei sie Übungsziele in Utah angriffen. Der gesamte Flug dauerte 36 Stunden, 13 Minuten und 36 Sekunden. Auf dem 20.100 Meilen langen Flug wurden die Einheiten sechsmal betankt; mit einer Durchschnittsgeschwindigkeit von 1168 km/h stellten die Bomber neue Geschwindigkeitsrekorde in der offenen Klasse (ohne Gewichtsbeschränkung) auf, wofür den Besatzungen die Mackay Trophy verliehen wurde.
2003 stellte eine B-1B auf der Edwards Air Force Base Open House and Air Show fast 50 neue Geschwindigkeitsweltrekorde in ihrer FAI-Klasse (C-1, Group 3) auf, hier über Strecken von 3, 15, 25, 100, 250 und 1000 Kilometern.
Zudem war die B-1B im März 2008 das erste Flugzeug der USAF, welches mit synthetischem Kraftstoff mit Überschallgeschwindigkeit flog.

## Modifikationen

### B-1B
Aus dem Haushalt des Jahres 1993 wurde das sogenannte Conventional Mission Upgrade Program (CMUP) mit 2,7 Mrd. Dollar finanziert. Dabei ging es darum, die B-1B nach den Regularien von START II so auszurüsten, dass sie keine nukleare Fracht mehr tragen kann (START II erlaubt aber, die Bomber nach einer 90-tägigen Ankündigungsfrist wieder zu Kernwaffenträgern umzurüsten). Dies geschah in mehreren Stufen, den Blocks.
Block A
Block A bezeichnet die Standardversion der B-1B, mit lediglich der Fähigkeit, neben nuklearen Waffen Freifallbomben vom Typ Mk. 82 zu transportieren.
Block B
Bei Block B, das 1995 installiert wurde, wurde das Radar verbessert, außerdem wurden die elektronischen Gegenmaßnahmen auf eine neue Version gebracht.
Block C
Mit Block C, erstmals im September 1996 eingesetzt und 1997 für einsatzbereit erklärt, wurde die Unterstützung für Streubomben hinzugefügt.
Block D
Block D erlaubte der Besatzung der B-1B das Abwerfen von Präzisionsbomben, die mit Joint Direct Attack Munition (JDAM) ausgerüstet sind. Außerdem wurde ALE-50 installiert. Block D war auf den ersten Maschinen ab Dezember 1998 einsatzbereit. Zur Navigation unterstützte ab diesem Block ein Empfänger des Global Positioning Systems das Trägheitsnavigationssystem. Ab Frühjahr 2004 waren alle Maschinen auf Block D umgerüstet.
Block E
Block E umfasste Verbesserungen der Avionik, so dass JSOW und WCMD abgefeuert werden können. Mit Block E wurde auch die Fähigkeit eingeführt, verschiedene Munitionstypen gleichzeitig mitzuführen.
Block F
Block F bezeichnet die geplante Verbesserung der Verteidigungssysteme der Bomber. Dazu sollte unter anderem der geschleppte Täuschkörper auf eine verbesserte Version gebracht werden, mit dem Defensive Systems Upgrade Program sollten außerdem die Radarwarner modifiziert werden und das AN/ALQ-161 durch die verlässlicheren Systeme AN/ALR-56M und AN/ALQ-214 ersetzt werden. Wegen hoher Kosten wurde der gesamte Block jedoch im Dezember 2002 gestrichen.

### B-1R
Ein von Boeing vorgeschlagenes Konzept zur umfassenden Modifikation des Flugzeugs läuft unter dem Namen B-1R und wurde im November 2004 im Air Force Magazine vorgestellt. Das R steht für regional. Das neue „Active Electronically Scanned Array“-Radar soll dem Flugzeug dann auch Luft-Luft-Kriegführung erlauben, außerdem würden die externen Waffenhalterungen die Möglichkeit erhalten, konventionelle Waffen abzuwerfen. Dies würde die Nutzlast des Bombers deutlich erhöhen und wäre in einem Krieg besonders nach Zerstörung der gegnerischen Flugabwehr nützlich, wenn die Bedeutung des Radarquerschnitts gegenüber der Nutzlast in den Hintergrund tritt.
Außerdem sollen die Triebwerke gegen die der F-22 Raptor (Pratt & Whitney F119-PW-100) ausgewechselt werden, die neben der Fähigkeit zum Supercruising bei zugeschaltetem Nachbrenner auch Mach 2,2 erreichen können. Durch die neuen Triebwerke würde die Einsatzreichweite um etwa 20 % verringert werden, daher soll der Bomber auch eher regionalen Aufgaben zugeteilt werden. Ein tiefes Eindringen in den feindlichen Luftraum, wie sie auf Grund der geografischen Gegebenheiten gegen die Sowjetunion nötig gewesen wäre, wird nicht mehr möglich sein, da Luftbetankung über feindlichem Gebiet natürlich nicht möglich ist. Da aber Blockstaaten-Territorien wie die des Warschauer Paktes nicht mehr existieren, geht Boeing davon aus, dass der Bomber auch mit kleinerer Reichweite durch Luftbetankung direkt an der Grenze eines potentiellen Feindstaates alle Ziele erreichen kann.

## Einsatzprofil

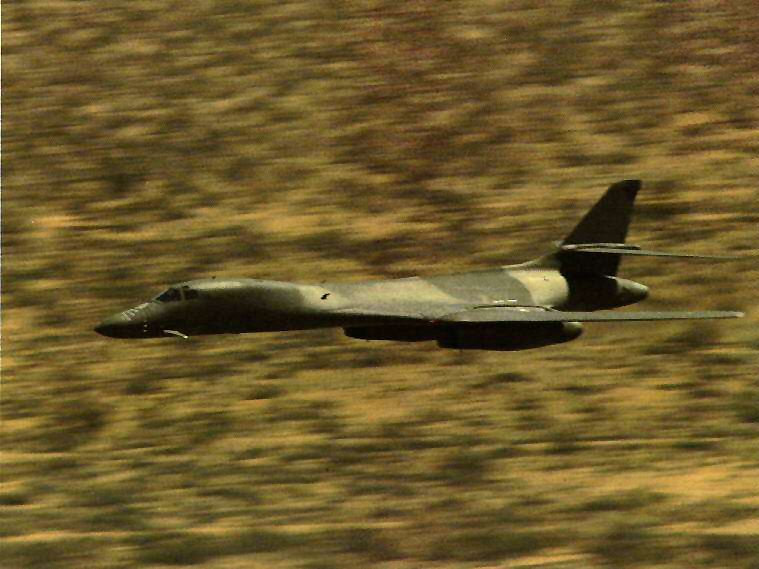
Die B-1B im Tiefflug

Das Einsatzprofil der B-1A sah das Eindringen in den feindlichen Luftraum in geringer Höhe mit hoher Unterschallgeschwindigkeit vor, während der Anflug entweder mit Überschall oder im Sparflug in großer Höhe geschehen sollte.
Auch die B-1B ist darauf ausgerichtet, im Tiefflug in den feindlichen Luftraum einzudringen. Tiefflug bedeutet hierbei Terrainfolgeflug bis herab auf 60 Meter über dem Boden mit Geschwindigkeiten von nur knapp unter der Schallgrenze. Die Radarrückstrahlfläche ist generell geringer als bei einer B-52, hängt aber vom Einstrahlwinkel ab. Sie soll laut Janes’s All The World’s Aircraft nur etwa ein Hundertstel jener der B-52 betragen. Das GAO widersprach den Angaben teilweise, da das Verteidigungsministerium nur die Werte von vorn weitergegeben habe, aus anderen Winkeln aber ein höherer Wert zu erwarten sei. Gerade die Triebwerksgondeln sind von Radargeräten recht gut zu erfassen. Bei niedriger Flughöhe bleibt jedoch für eine einzelne SAM-Stellung keine Zeit, auf das Ziel aufzuschalten und eine Rakete zu starten, bevor das Flugzeug wieder hinter dem Radarhorizont verschwindet.

## Kampfeinsätze
Der erste Kampfeinsatz der B-1B wurde 1998 während der Operation Desert Fox gegen Ziele im Irak geflogen. Insgesamt hoben die Bomber zu sechs Flügen ab, die Angriffe galten Kasernen der Republikanischen Garde.
1999 wurden sechs Bomber in über 100 Flügen von RAF Fairford aus im Rahmen der Operation Allied Force während des Kosovokriegs eingesetzt. Dabei warfen sie während 2 % der gesamten Flüge 20 % der gesamten Bombenlast ab.
In den folgenden Jahren flogen acht B-1B von Diego Garcia aus Einsätze über Afghanistan (Operation Enduring Freedom), wobei sie in den ersten sechs Monaten 40 % der gesamten Bombenlast abwarfen. Darunter waren 3.900 JDAM, zwei Drittel der Abwürfe dieser Munitionsart. 2003 nahmen die B-1 auch an der Irak-Kriegs-Operation Iraqi Freedom teil. Sie flogen von Oman aus rund 2 % der gesamten Einsätze und warfen mit 2.100 JDAM mehr als 50 % dieses Munitionstyps ab. Zu den Hauptzielen der B-1-Bomber gehörten auch Verwaltungsgebäude in Bagdad, darunter das Hauptquartier der Baath-Partei. Am 7. April 2003 wurde ein Häuserblock in Bagdad mit vier JDAM angegriffen, weil sich dort nach Geheimdienstinformationen der irakische Diktator Saddam Hussein versteckt haben sollte. Dabei wurden zwölf Menschen getötet, während sich die angebliche Information nicht bestätigte.
Bei einem Kampfeinsatz einer B-1B im afghanischen Bezirk Bala Buluk am 4. Mai 2009 auf mutmaßliche Taliban-Stellungen wurden 140 Zivilisten getötet.
Vor dem Luftangriff bei Kundus am 4. September 2009 klärte eine B-1B mit Sniper-ATP die Region um die später bombardierten Tanklastwagen auf.
Im März 2011 griffen B-1-Bomber der Ellsworth Air Force Base im Rahmen der Operation Odyssey Dawn Ziele in Libyen an, um die Flugverbotszone nach der Resolution 1973 des UN-Sicherheitsrates durchzusetzen.
Seit Beginn des US-Einsatzes gegen die Terrormiliz Islamischer Staat (IS) am 8. August 2014 wurden B-1-Bomber eingesetzt, um verbündete Bodentruppen zu unterstützen. Sie flogen dabei von der Al Udeid Air Base in Katar aus. Im Februar 2016 wurden sie zurückgezogen, um Upgrades im Cockpit zu ermöglichen. Im Einsatz waren verschiedene Staffeln, die im 6-Monats-Rhythmus rotierten.
Beim Luftangriff auf Damaskus und Homs am 14. April 2018 beteiligten sich zwei B-1B der 34th Bomb Squadron, die 19 Marschflugkörper vom Typ AGM-158A JASSM abfeuerten.
2. Februar 2024, Angriffe auf schiitische Milizen im Irak und Syrien.

## Zwischenfälle

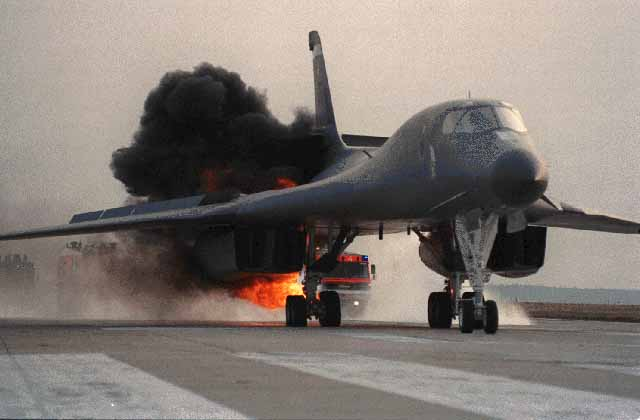
Eine B-1B nach einer Notlandung

Vom Erstflug 1974 bis August 2022 kam es mit Rockwell B-1 Lancer zu mindestens zehn Totalschäden von Flugzeugen. Bei vier davon kamen zwölf Menschen ums Leben.
- September 1987

Die erste verlorengegangene B-1B war 84-0052, stationiert auf der Dyess Air Force Base. Sie verunglückte im September 1987 auf einem Übungsflug bei La Junta, Colorado. Während einer Tiefflugübung kollidierte die Maschine mit einem zehn Kilogramm schweren Nashornpelikan. Dabei wurden hydraulische, elektrische sowie kerosinführende Leitungen in einer Flügelwurzel durchtrennt und ein Feuer ausgelöst. Zwei Ausbilder, die nicht in Schleudersitzen saßen, sowie der Kopilot, dessen Schleudersitz nicht auslöste, starben, als das Flugzeug am Boden zerschellte. Die drei weiteren Besatzungsmitglieder überlebten. Als Resultat verstärkte die Air Force durch Vogelschlag gefährdete Teile des Bombers.
- 8. November 1988

85-0063 verunglückte am 8. November 1988 auf der Dyess Air Force Base, als während eines Durchstarttrainings ein Feuer in der linken Tragfläche ausbrach und die Triebwerke dieser Seite abgeschaltet werden mussten. Die Besatzung konnte sich per Schleudersitz retten. Es wird vermutet, dass sich Treibstoff an einem Teil der Kühlanlage entzündete.
- 17. November 1988

Nur wenige Tage später verunglückte 85-0076 auf der Ellsworth Air Force Base, als sie etwa einen Kilometer vor der Basis beim Landeanflug mehrere Masten streifte und abstürzte. Die Besatzung konnte sich retten; die Air Force gab später bekannt, dass die Piloten die Höhenkontrolle vernachlässigt hatten, als sie den Landeanflug in starker Bewölkung planten.
- 30. November 1992

Am 30. November 1992 kamen alle vier Besatzungsmitglieder der 86-0106 ums Leben, als ihre B-1B südlich von El Paso, Texas während eines Tiefflugs bei Nacht einen Bergrücken rammte. Laut Air Force flog der Bomber parallel zu einem Höhenzug, mehrere Dutzend Meter unter den umliegenden Gipfeln, als er auf die Berge zudrehte. Da die Piloten das Geländefolgeradar („Terrain Following System“) deaktiviert hatten, kurz bevor das Flugzeug einschlug, geht man von einem menschlichen Fehler aus.
- 19. September 1997

85-0078 verunglückte am 19. September 1997 nahe Alzada, Montana, als die Besatzung während eines Tiefflugtrainings bei einem Manöver die Kontrolle über das Flugzeug verlor. Der Flugschreiber zeichnete auf, dass ein Besatzungsmitglied die Schubhebel auf Leerlauf gezogen und die Bremsklappen ausgefahren hatte. Die Maschine verlor schnell an Geschwindigkeit und kam ins Trudeln, welches die Besatzung aufgrund der niedrigen Flughöhe von etwa 600 Fuß nicht mehr beenden konnte. An Bord befanden sich zwei der erfahrensten B-1-Piloten der USAF mit über 8.000 Stunden Gesamtflugerfahrung und 2.000 Flugstunden auf der B-1. Alle vier Besatzungsmitglieder starben beim Aufprall. Es wurde anscheinend kein Schleudersitz aktiviert.
- 18. Februar 1998

Am 18. Februar 1998 ereignete sich an Bord von 84-0057 ein Kurzschluss, der alle vier Triebwerke abschaltete. Das Flugzeug, dessen Triebwerke in der Luft nicht wieder gestartet werden konnten, stürzte nahe Marion, Kentucky ab, die Besatzung konnte sich mit ihren Schleudersitzen retten.
- 12. Dezember 2001

Während eines Kampfeinsatzes von der Insel Diego Garcia nach Afghanistan stürzte 86-0114 (Typ B-1B) am 12. Dezember 2001 in den Indischen Ozean. Der Grund blieb unklar; es wurden Fehlfunktionen des Höhenmesssystems vermutet. Alle vier Besatzungsmitglieder wurden nach einiger Zeit von einem Zerstörer der Navy, der Russell, gerettet; feindlicher Beschuss wurde als Grund für den Absturz ausgeschlossen.
- 30. Dezember 2004

Die gesamte B-1-Flotte erhielt vom 30. Dezember 2004 bis zum 5. Januar 2005 ein Startverbot, nachdem bei einer Maschine bei der Landung das Bugfahrwerk eingeknickt war. In den fünf Tagen wurden an allen Maschinen die Fahrwerke überprüft, aber keine Mängel festgestellt.
- 8. Mai 2006

Auf Diego Garcia verunglückte am 8. Mai 2006 eine B-1B bei der Landung. Da das Fahrwerk nicht ausgefahren wurde, setzte die Maschine mit dem Rumpf auf. Der Copilot wurde leicht, die drei anderen Besatzungsmitglieder nicht verletzt. Der Untersuchungsbericht der USAF führt den Fehler darauf zurück, dass der Copilot mit dem Handling des Flugzeuges sowie dem erfolgreichen Abschluss der Mission beschäftigt war und fälschlicherweise davon ausging, dass der Pilot das Fahrwerk ausgefahren hatte. Der Cockpit Voice Recorder belegte, dass die Checkliste für die Landung nicht gelesen worden war. Es entstand ein Schaden von fast acht Millionen US-Dollar am Flugzeug und etwa 15.000 US-Dollar an der Landebahn.
- 4. April 2008

Am 4. April 2008 wurde eine B-1 der 379th Air Expeditionary Wing beim Taxiing nach der Landung auf der Al Udeid Air Base in Katar zerstört. Beim Rollen versagten die Bremssysteme der Maschine, sodass sie nicht mehr zu steuern war. Die Maschine rammte daraufhin einen Betonwall, hinter dem Transportflugzeuge vom Typ C-130 Hercules abgestellt waren; durch mehrere Leckagen fingen die Flugzeuge Feuer, welches erst am nächsten Tag gelöscht werden konnte. Die vier Besatzungsmitglieder retteten sich über den Rumpfrücken und blieben unverletzt.
- 19. August 2013

Am 19. August 2013 stürzte eine B-1B des 28th Bomb Wing in der Nähe von Broadus im Bundesstaat Montana ab. Das Flugzeug befand sich auf einem Trainingsflug und kam von der Ellsworth Air Force Base. Die vier Besatzungsmitglieder konnten sich mit dem Schleudersitz retten und blieben unverletzt.
- 20. April 2022

Am 20. April 2022 brannte eine B-1B auf der Dyess Air Force Base in Texas aus. Während eines Routinetests an der Vorstartlinie fing das Flugzeug Feuer, welches nicht sofort gelöscht werden konnte. In Folge des Feuers ereigneten sich mehrere Explosionen, zwei Personen wurden verletzt. Nach Angaben der US Air Force wird die Ursache des Brandes noch ermittelt und es ist noch nicht bestätigt, dass die Maschine abgeschrieben werden muss.
- 4. Januar 2024

Am 4. Januar 2024 verunglückte eine B-1B des 28th Bomb Wing beim Landeanflug auf die Ellsworth Air Force Base. Alle Besatzungsmitglieder konnten sich mit dem Schleudersitz retten und überlebten mit leichten Verletzungen.

## Technische Daten
| Kenngröße                | Daten                                                                                            |
| ------------------------ | ------------------------------------------------------------------------------------------------ |
| Besatzung                | 2 × Pilot 1 × Offensivsystemoffizier 1 × Defensivsystemoffizier                                  |
| Länge                    | 44,81 m                                                                                          |
| Spannweite               | eingeschwenkt: 23,84 m ausgeschwenkt: 41,67 m                                                    |
| Flügelfläche             | 181,2 m²                                                                                         |
| Flügelstreckung          | eingeschwenkt: 3,14 ausgeschwenkt: 9,58                                                          |

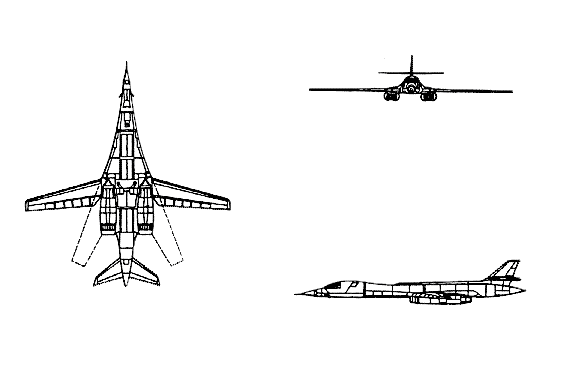
Risszeichnung der B-1B

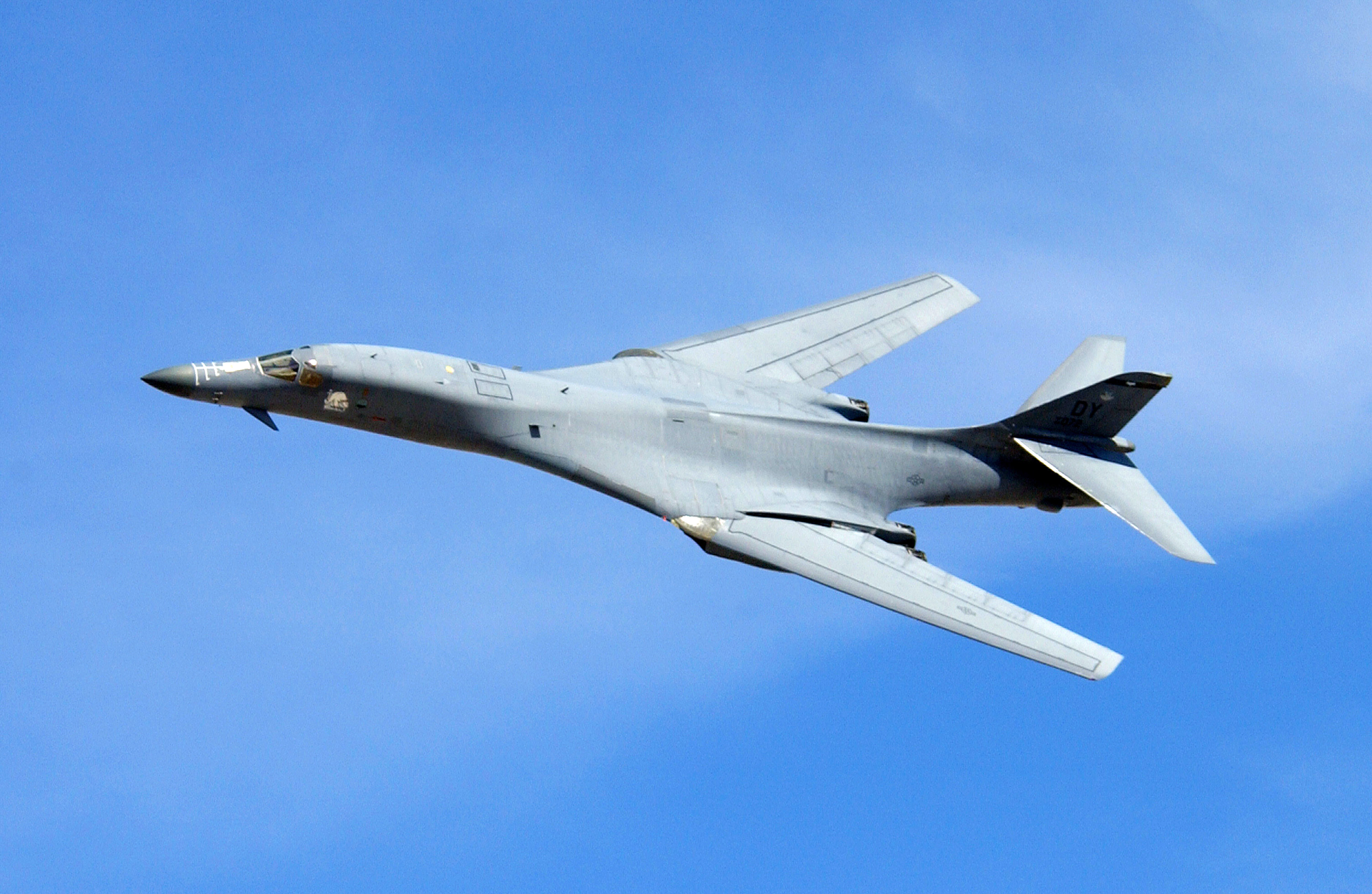
Eine B-1 bei einer Flugvorführung 2004

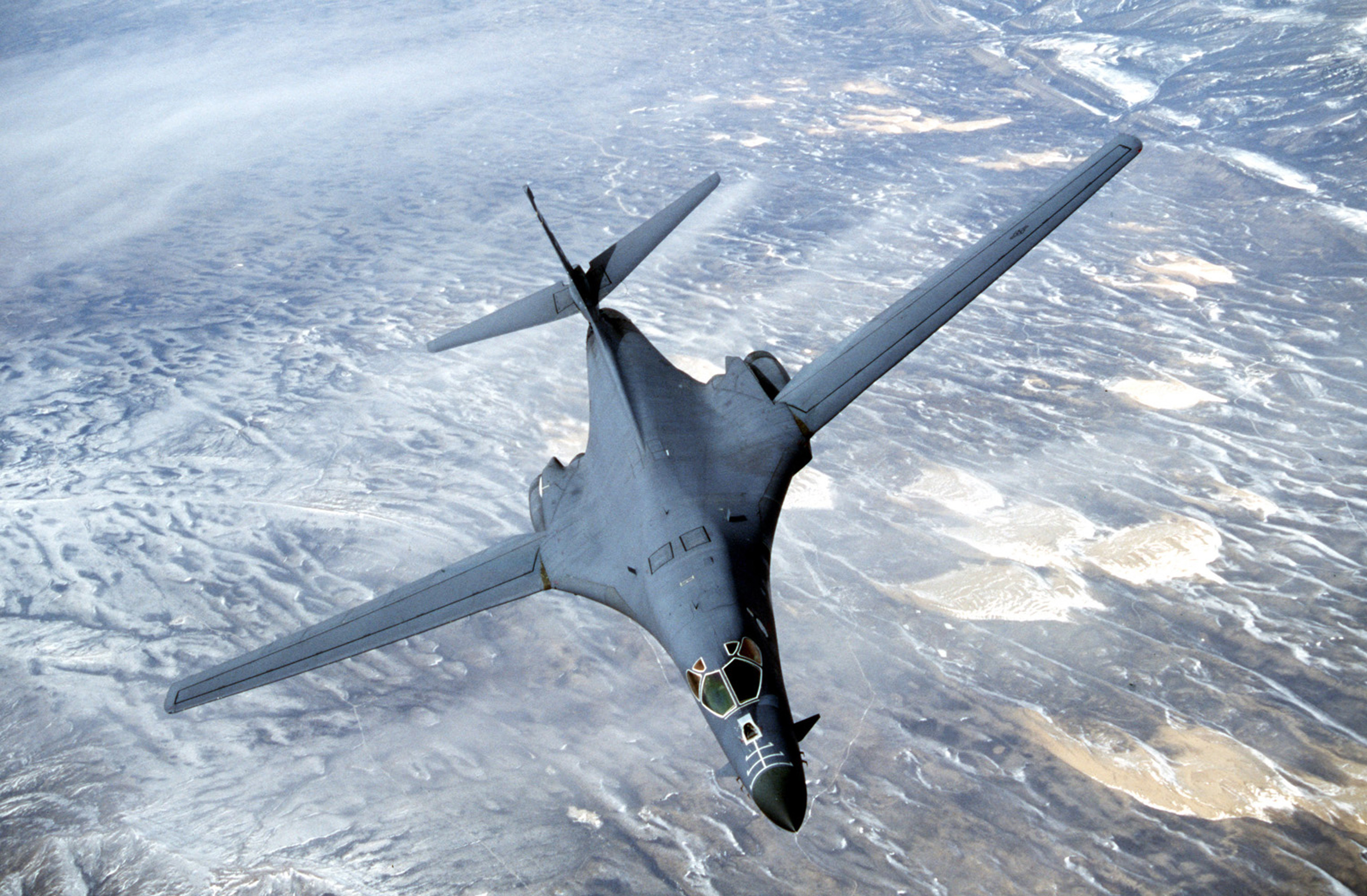
Draufsicht einer B-1

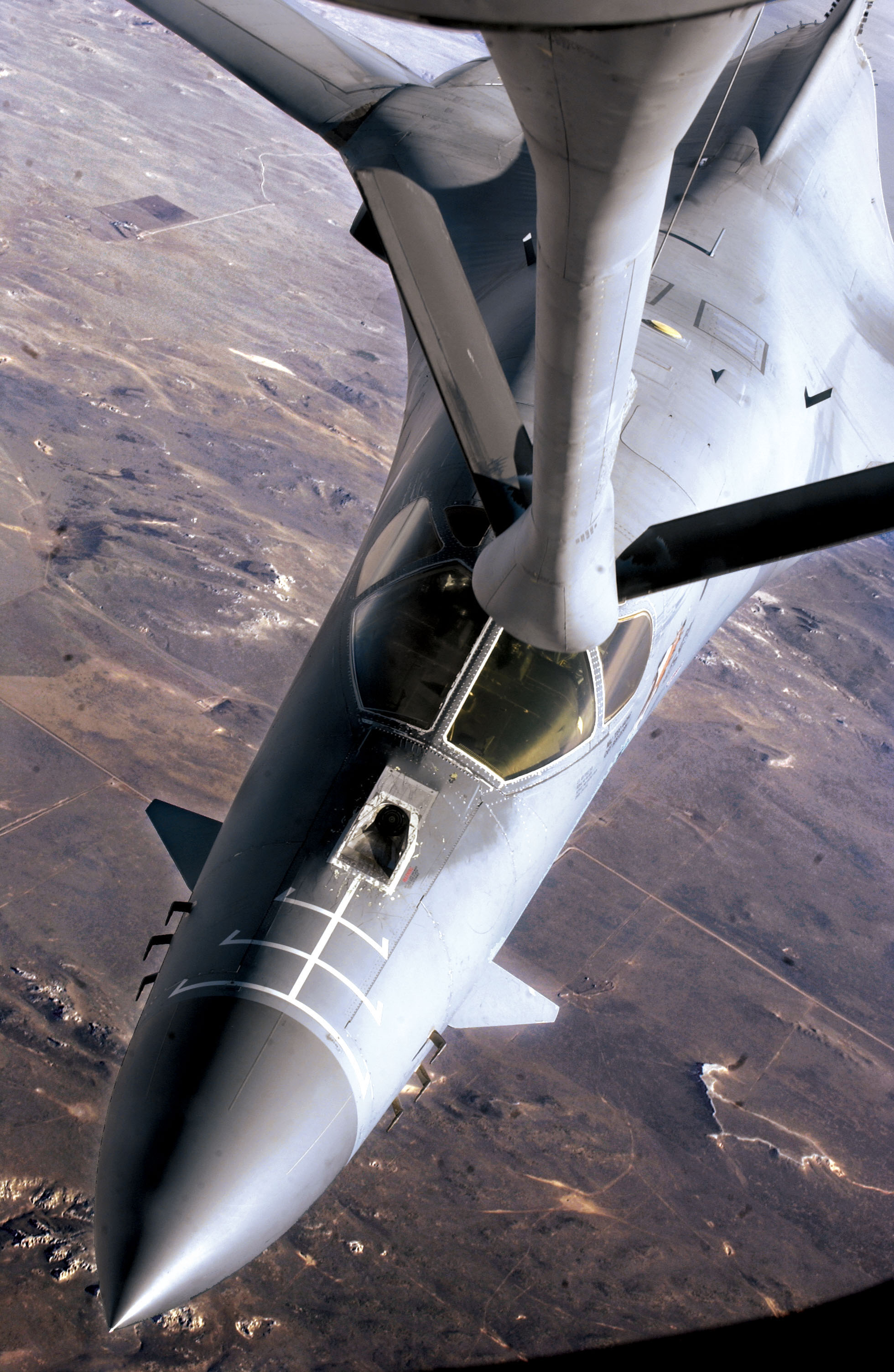
Eine B-1 bei der Luftbetankung

| Tragflächenbelastung     | minimal (Leermasse): 476 kg/m² maximal (max. Startmasse): 1.196 kg/m²                            |
| Höhe                     | 10,36 m                                                                                          |
| Leermasse                | 86.183 kg                                                                                        |
| Max. Startmasse          | 216.634 kg                                                                                       |
| Treibstoffkapazität      | - 166.000 l (intern) - 3 × 11.500 l (Zusatztanks in Waffenschächten) - 6 × 3.500 l (Abwurftanks) |
| Höchstgeschwindigkeit    | Mach 1,2 auf Meereshöhe                                                                          |
| Dienstgipfelhöhe         | 14.934 m                                                                                         |
| Reichweite               | 11.998 km                                                                                        |
| Einsatzradius            | 5.543 km                                                                                         |
| Triebwerke               | 4 × Mantelstromtriebwerk F101-GE-102                                                             |
| Schubkraft               | mit Nachbrenner: 4 × 136,92 kN ohne Nachbrenner: 4 × 64,94 kN                                    |
| Schub-Gewicht-Verhältnis | maximal (Leermasse): 0,65 minimal (max. Startmasse): 0,26                                        |